# ウイングコレクション
ウイングコレクションは、エフトイズが発売する、1/500又は1/300の航空機モデルの食玩である。
日本航空（JAL）のJALウイングコレクションと全日本空輸（ANA）のANAウイングコレクション、及びエフトイズが発売する、日本のエアライン、及び世界のエアラインについても記述する。
1/300スケールモデルは☆印で表す。

## 製品一覧

### JALウイングコレクション
2007年11月22日発売。
- ボーイング777-200（太陽のアーク）
- ボーイング777-300（太陽のアーク）
- ボーイング767-300（太陽のアーク）
- ボーイング737-800（太陽のアーク）
- ボーイング747-400（太陽のアーク）
- ボーイング747-400D（沖縄線就航50周年塗装機）
- ボーイング747-200（日本アジア航空 旧塗装）
- ボーイング747-200（日本アジア航空 太陽のアーク）

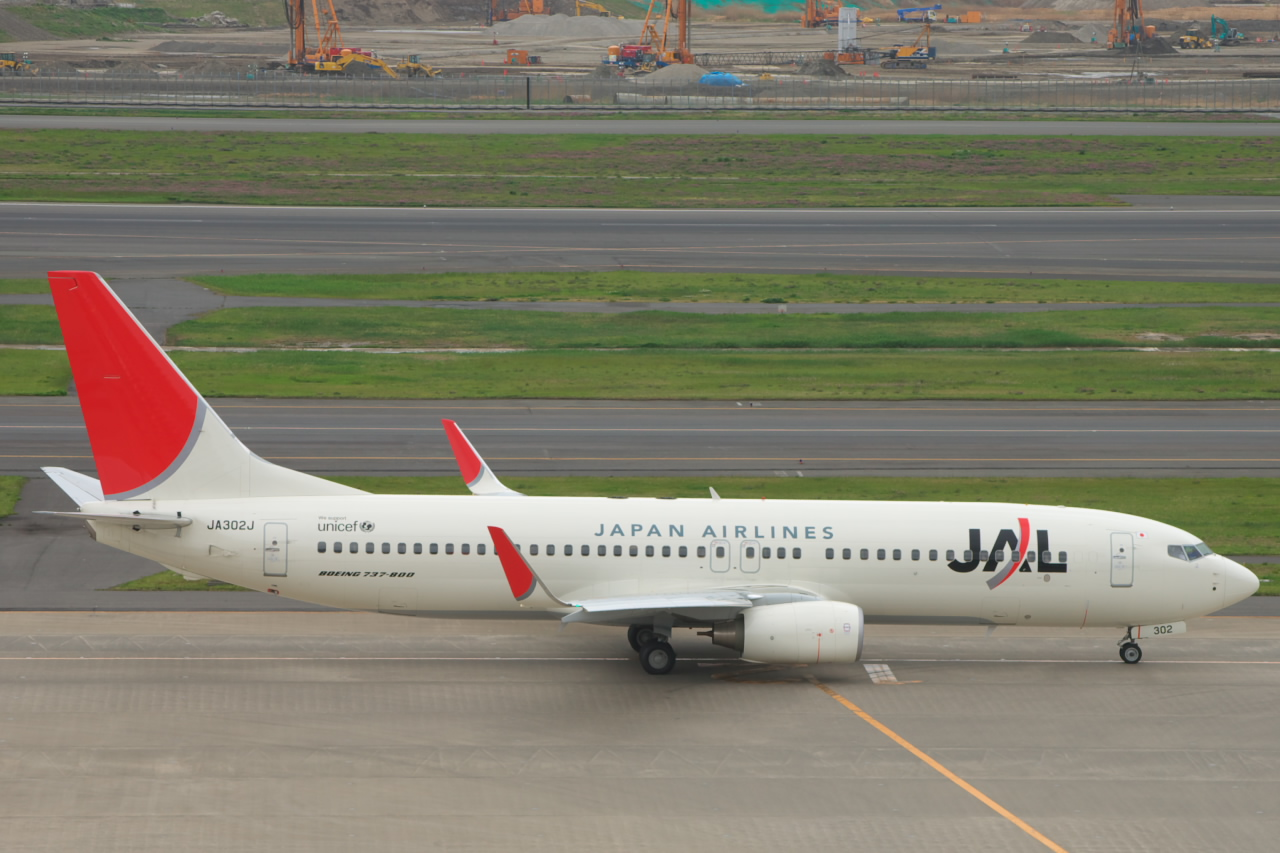
ボーイング737-800

### JALウイングコレクションspecialver
本モデル初のボーイング787を製品化している。
- ボーイング777-200（エコジェット）
- ボーイング767-300F（JALカーゴ）
- ボーイング787-8（太陽のアーク）
- エンブラエル170（J-AIR 太陽のアーク）☆
- ボーイング747-400F（JALカーゴ 太陽のアーク）
- ボーイング777-200（太陽のアーク）
- ボーイング777-300（太陽のアーク）
- ボーイング767-300（太陽のアーク）
- ボーイング737-800（太陽のアーク）
- ボーイング747-400（太陽のアーク）

### JALウイングコレクション2
2009年2月23日発売。
- ボーイング787-8（太陽のアーク）
- エンブラエル170（太陽のアーク）☆
- MD-90（太陽のアーク）
- DC-10（太陽のアーク）
- DC-10（初代鶴丸塗装）
- DC-10（二代目鶴丸塗装）
- ボーイング747-400BCF（太陽のアーク）
- ボーイング747-400F（太陽のアーク）

### JALウイングコレクション3
2011年2月28日発売。本製品はJALのボーイング747-400が、2011年3月31日に引退したことにより、JALの歴代ボーイング747を全モデル製品化したものである。
- ボーイング747-100SR（JA8117 初代鶴丸塗装 SRロゴ）
- ボーイング747-100（JA8101 初代鶴丸塗装）
- ボーイング747-100B（JA8176 2代目鶴丸塗装）
- ボーイング747-200B（JA8161 初代鶴丸塗装 エグゼクティブエクスプレス）
- ボーイング747-300（JA8186 スーパーリゾートエクスプレス塗装）
- ボーイング747-400（JA8913 one world塗装）
- ボーイング747-100（JA8107 JA GARGO ハイブリッド塗装）
- ボーイング747-200F（JA8180 JALカーゴ 2代目鶴丸塗装）

### JALウイングコレクション4
2012年9月24日発売。本商品は2011年3月に復活した鶴丸を全モデルラインアップ化している。
- ボーイング787-8
- ボーイング777-200
- ボーイング777-300
- ボーイング777-300ER
- ボーイング767-300（JAPAN ENDLISS DISCOVERY）
- ボーイング737-800
- エンブラエルE170 ☆
- ボンバルディアDHC-Q400 ☆

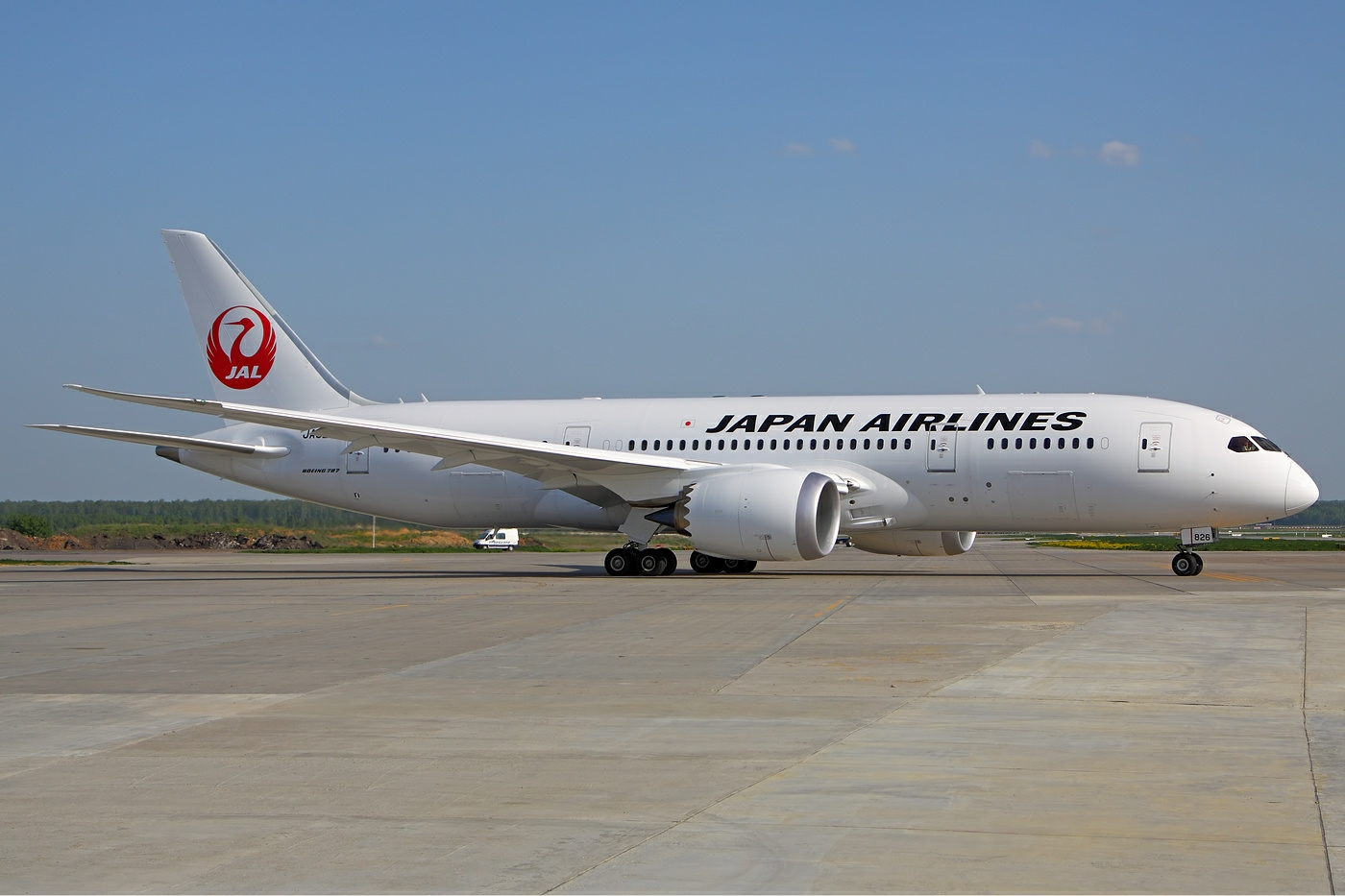
ボーイング787-8型機

### JALウイングコレクション5
2015年3月30日発売。また、2018年3月12日に再発売され、箱のデザインなどがリニューアルされたが、ラインナップに変更はない。
- ボーイング737-400（JA8939 日本トランスオージャン航空 ジンベエジェット）
- ボーイング767-300ER（JA616J ウイングレット）
- MD-90（JA8070 鶴丸塗装）
- MD-90（JA8070 日本エアシステム）
- DC-8（JA8008 初代塗装）
- DC-8（JA8009 初代鶴丸塗装）
- ボーイング747-100（JA8101 初代鶴丸塗装）
- DC-3（金星号）

### JALウイングコレクション6
2020年7月27日発売。
- ボーイング737-800
- ボーイング737-800（ジンベエジェット）
- ボーイング737-800（さくらジンベエ）
- ボーイング777-300
- ボーイング777-300ER
- ボンバルディアDHC-8-Q400（琉球エアーコミューター）

### ANAウイングコレクション
2006年12月18日発売。ウイングコレクションシリーズで、唯一窓やドアは塗装済みではなく、ステッカーを用意していた。また、ボーイング727-200とボーイング737-200は1箱で2機入りになっている。
- ボーイング747-400（JA8094）
- ボーイング747-400（JA8963 ウイングレット無し）
- ボーイング777-200（JA8197 777ロゴ）
- ボーイング777-200（JA701A）
- ボーイング767-300（JA8256）
- ボーイング767-300（JA8579）
- ボーイング727-200（JA8328 モヒカンブルー）
- ボーイング727-200（JA8355）
- ボーイング737-200（JA8413 モヒカンブルー）
- ボーイング737-200（JA8453）

### ANAウイングコレクション2
- YS-11（JA8744 モヒカンブルー）
- YS-11（JA8756）
- ボーイング747-100SR（JA8133 モヒカンブルー）
- ボーイング747-100SR（JA8157）
- A320（JA8382）
- エアバスA320（JA8387 ANKロゴ）
- ボーイング737-700（JA01AN ゴールドジェット）
- ボーイング737-700（JA03AN）

### ANAウイングコレクション3 クラシック特集
2008年12月8日発売。本製品は1950年代から1990年代に活躍した名機を製品化している。
- L-1011（トリトンブルー）
- L-1011（モヒカンブルー）
- ボーイング727-200（モヒカンブルー）
- DC-3
- YS-11（初代塗装）
- YS-11（モヒカンブルー）
- F-27（初代塗装）
- F-27（モヒカンブルー）

### ANAウイングコレクション4
2012年3月26日発売。
- ボーイング787-8
- ボーイング777-300
- ボーイング767-300（FLY!パンダ）
- ボーイング767-300BCF（ANAカーゴ）
- ボーイング767-300（モヒカンブルー）
- ボーイング767-300（Endless Discoverly）
- ボーイング737-700ER （ANAbusinessjet）
- ボーイング737-800

### ANAウイングコレクション5
2017年3月27日発売。本製品は、ボーイング737-500とボーイング767-300Fを除くIOJ塗装になっているが
、日本の国旗マークのみ再現。IOJ表示は再現されてない。
- ボンバルディアDHC-8-Q400（エコボン塗装）
- ボンバルディアDHC-8-Q400
- ボーイング787-8
- ボーイング737-500
- ボーイング767-300ER（ウイングレット）
- ボーイング767-300F（ANAカーゴ）
- ボーイング777-300
- ボーイング777-300ER

## 日本のエアライン
2014年4月28日発売。PCゲーム『ぼくは航空管制官』とコラボレーションし、ANAグループやJALグループ、国内の航空会社もモデル製品化されている。ウイングコレクションと同様のモデルブレーンが製品化されている。

### 日本のエアライン
2014年4月28日発売。
- ボンバルディア DHC8-Q400（ANA） ☆
- ボンバルディア DHC8-Q400（J-AIR） ☆
- ボーイング737-800（ソラシドエア）
- ボーイング737-800（ソラシドエア エコパーク号）
- ボーイング737-500（エア・ドゥベア・ドゥ ドリーム号）
- ボーイング737-700（エア・ドゥ）
- ボンバルディア CRJ200（IBEXエアラインズ） ☆
- ボンバルディア CRJ700（IBEXエアラインズ） ☆

### 日本のエアライン2
2016年9月26日発売。本製品は、peachを初め国内のLCCや日本で初めてATR42の天草エアラインを製品化した。
- エアバスA320（ANA）[1]
- エアバスA320（peach） ☆
- エアバスA320（ジェットスタージャパン） ☆
- エアバスA320（バニラエア 通常塗装） ☆
- エアバスA320（バニラエア ） ☆
- ATR42-600（天草エアライン） ☆

### 日本のエアライン3
2019年9月30日発売。
- エアバスA320（スターフライヤー） ☆
- エアバスA320（エアアジア・ジャパン） ☆
- ボーイング767-300（エア・ドゥ）
- ATR42-600（日本エアコミューター） ☆
- ボーイング737-800（スカイマーク）
- ボーイング737-800（ソラシドエア）

## 世界のエアライン
2018年9月24日発売。エアラインシリーズで、世界各国の航空会社を製品化している。

### 世界のエアライン シンガポール航空
2018年9月24日発売。日本就航50周年を迎えたシンガポール航空で、本製品はボーイング777-300とボーイング777-300ERや、新規のボーイング787-10とA330-300、A350-900、A380が製品化されている。
- ボーイング787-10
- エアバスA330-300
- エアバスA380
- エアバスA380（建国50周年塗装）
- エアバスA350-900
- エアバスA350-900（エアバス納入10000機目塗装）
- ボーイング777-300（スターアライアンス塗装）
- ボーイング777-300ER